# Aki Schmidt
Alfred „Aki“ Schmidt (5. září 1935, Dortmund – 11. listopadu 2016, Dortmund) byl německý fotbalista, záložník. Po skončení aktivní kariéry působil jako trenér. V roce 1970 vyhrál jako trenér s druholigovým Kickers Offenbach německý fotbalový pohár.

## Fotbalová kariéra
V německé bundeslize hrál za Borussii Dortmund. V roce 1963 získal s Borussií mistrovský titul a v roce 1965 vítězství v německém fotbalové poháru. V Poháru mistrů evropských zemí nastoupil v 15 utkáních a dal 1 gól, v Poháru vítězů pohárů nastoupil v 8 utkáních a dal 3 góly a ve Veletržním poháru nastoupil ve 2 utkáních. V roce 1966 vyhrál s Borussií Dortmund Poháru vítězů pohárů. Za německou reprezentaci nastoupil v letech 1957-1964 ve 25 utkáních a dal 8 gólů. Byl členem německé reprezentace na Mistrovství světa ve fotbale 1958, nastoupil ve 2 utkáních.

## Ligová bilance
| Ročník                                 | Zápasy | Góly | Klub              |
| -------------------------------------- | ------ | ---- | ----------------- |
| Fußball-Oberliga West 1956/1957        | 28     | 12   | Borussia Dortmund |
| Fußball-Oberliga West 1957/1958        | 30     | 7    | Borussia Dortmund |
| Fußball-Oberliga West 1958/1959        | 28     | 12   | Borussia Dortmund |
| Fußball-Oberliga West 1959/1960        | 26     | 8    | Borussia Dortmund |
| Fußball-Oberliga West 1960/1961        | 25     | 1    | Borussia Dortmund |
| Fußball-Oberliga West 1961/1962        | 29     | 10   | Borussia Dortmund |
| Fußball-Oberliga West 1962/1963        | 28     | 7    | Borussia Dortmund |
| Německá fotbalová Bundesliga 1963/1964 | 26     | 5    | Borussia Dortmund |
| Německá fotbalová Bundesliga 1964/1965 | 24     | 5    | Borussia Dortmund |
| Německá fotbalová Bundesliga 1965/1966 | 25     | 7    | Borussia Dortmund |
| Německá fotbalová Bundesliga 1966/1967 | 6      | 2    | Borussia Dortmund |
| CELKEM Německá fotbalová Bundesliga    | 81     | 19   |                   |
| CELKEM Fußball-Oberliga West           | 194    | 57   |                   |